# Bridge (Kent)
Bridge is een civil parish in het bestuurlijke gebied City of Canterbury, in het Engelse graafschap Kent met 1576 inwoners.